# Tadeusz Pietrzykowski

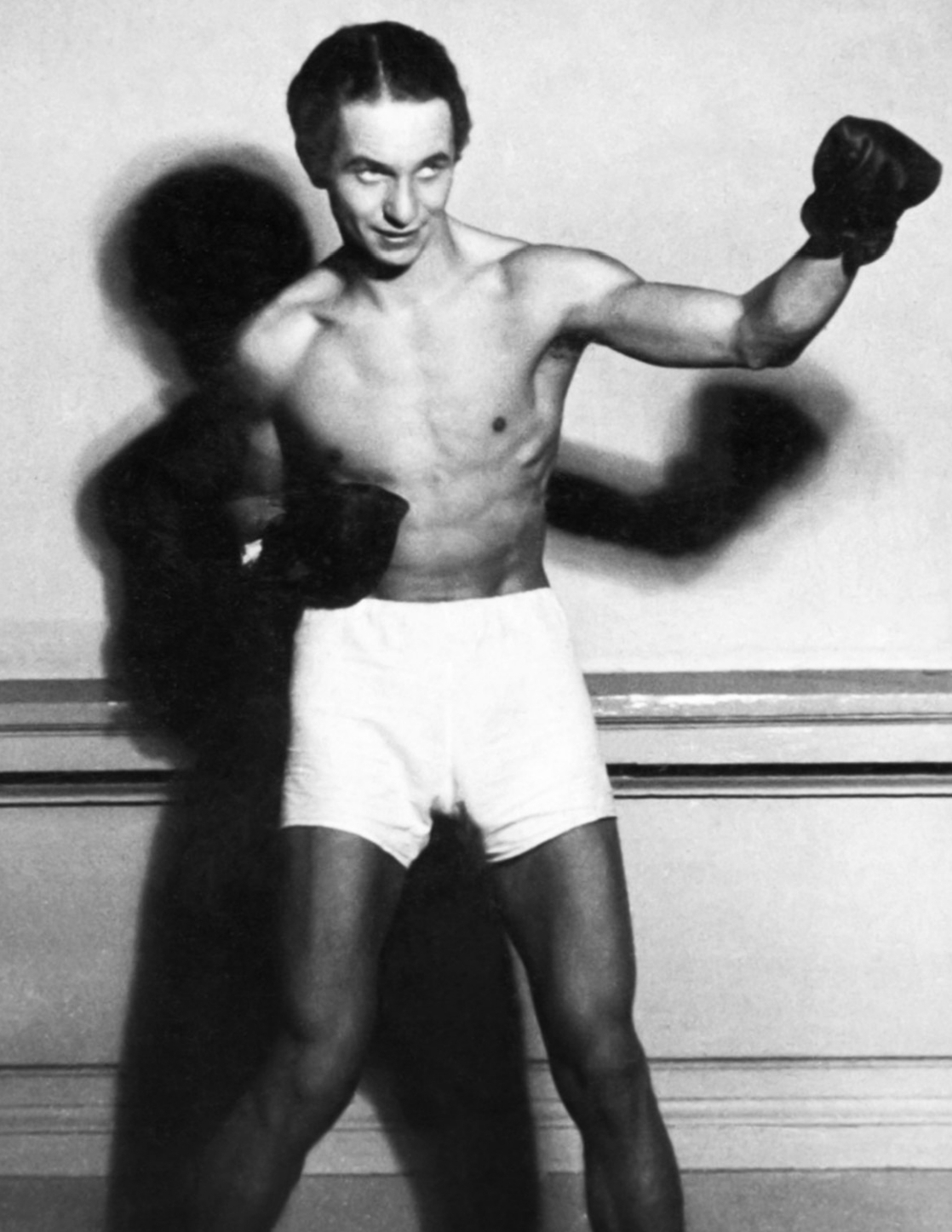
Tadeusz Pietrzykowski

Tadeusz Pietrzykowski (8. April 1917 in Warschau – 17. April 1991 in Bielsko-Biała), oft auch Teddy genannt, war ein polnischer Soldat und Boxer, der mehrere Konzentrationslager überlebte.

## Leben
Pietrzykowski lernte Boxen erst, als er 20 war. Sein Boxlehrer, Feliks Stamm, lehrte ihn die Bedeutung des polnischen Credos Gott, Ehre, Vaterland und soll ihn zum Gentleman-Boxer erzogen haben. Er kämpfte in der Gewichtsklasse Bantam (52 bis 53 kg).
1939 beteiligte er sich an der Verteidigung Warschaus gegen die deutschen Truppen, nach der Kapitulation Polens 1940 wollte sich Pietrzykowski nach Frankreich durchschlagen, um sich dort dem Widerstand anzuschließen, doch wurde er an der ungarisch-jugoslawischen Grenze gefasst. Mit dem ersten Massentransport am 14. Juni 1940 wurde er in das soeben eröffnete Konzentrationslager Auschwitz deportiert. Dort bestritt er 37 Boxkämpfe als Sonntagsvergnügen der SS-Wachmannschaften, oftmals gegen weit höhere Gewichtsklassen. Die SS-Männer organisierten Sportwetten zu diesen Kämpfen. Pietrzykowski blieb 35-mal ungeschlagen und konnte nur gegen den Niederländer Leen Sanders nicht obsiegen. Sein Mithäftling Tadeusz Sobolewicz, der ebenfalls mehrere Konzentrationslager überleben konnte, beschrieb später einen seiner Kämpfe und charakterisierte ihn als Hoffnungsträger der polnischen Häftlinge im Konzentrationslager. Seine Boxerfolge wurden mit Zusatznahrung belohnt, die in der Folge sein Überleben erleichterte. Eine freundschaftliche Beziehung verband ihn mit dem deutschen Mithäftling Walter Düning, gegen den er ebenfalls kämpfen musste. Dieser soll ihm, so Hermann Langbein in seinem Buch People in Auschwitz, nachdem er von Pietrzykowski im Ring geschlagen wurde, nicht nur das von der SS versprochene Brot, sondern auch Margarine und Wurst zukommen haben lassen. Düning sorgte auch dafür, dass sein polnischer Boxer-Kollege Arbeit im Kuhstall bekam, was seiner Ernährung zuträglich war.
Francis Mary Kalvelage beschreibt in einem Buch über Maximilian Kolbe Begegnungen des Priesters mit dem Boxer, in welchen der Priester den Boxer zur Gewaltlosigkeit aufforderte (obwohl Pietrzykowski nur Kolbe verteidigen und vor weiteren Misshandlungen retten wollte): „Schlag nicht Deinen Bruder, mein Sohn!“ In einem späteren Interview erinnerte sich Pietrzykowski ob der ungewöhnlichen Reaktion Kolbes, es haben ihm die Worte gefehlt, „als ob ich keine Zunge in meinem Mund hätte“.
1943 wurde er in das Konzentrationslager Neuengamme überstellt. Der dortige Küchenchef besorgte für Pietrzykowski, so Langbein, eigens Boxhandschuhe. Er soll auch in Neuengamme etwa 20 Boxkämpfe bestritten haben.
Er wurde noch einmal verlegt und kam in das KZ Bergen-Belsen, welches im April 1945 von den britischen Truppen befreit wurde.
Pietrzykowski organisierte nach 1945 die Sportausbildung in der polnischen Armee.

## Buch und Film
Józef Hens Roman Bokser i śmierć (Der Boxer und der Tod), das Buch erschien 1964 auch in deutscher Sprache, erzählt die Zeit Pietrzykowskis in den Konzentrationslagern.
1962 schrieb und inszenierte der tschechoslowakische Regisseur Peter Solan den hochgelobten Film Boxer a smrť, der auf dem Roman von Hen beruhte. Der Name des Boxers lautet im Film jedoch Ján Komínek.  Hauptdarsteller des Films waren Štefan Kvietik und Manfred Krug. 1989 inszenierte Robert M. Young den Hollywoodstreifen Triumph of the Spirit, der zwar auf der Lebensgeschichte des griechischen Boxers Salamo Arouch beruhte, dennoch fallweise als Remake von Solans Film angesehen wurde.